# Лато
Лато (др.-греч. Λατώ) — старинный дорийский город Крита, руины которого расположены приблизительно в 3 км от деревни Крица.

## Общие сведения
Существует предположение, что город был назван в честь богини Лето (по-дорийски — Лато).
Город представлял собой дорийский город-государство, расположенный в удобной для защиты местности, рядом с заливом Мирабелло между двух вершин, на каждой из которых был акрополь города. Башни и два акрополя защищали город. Вероятно, Лато существовал до прихода дорийцев, хотя руины датируются дорийским периодом.
Он был одним из сильнейших городов на Крите. Лато вёл постоянные войны с соседями за расширение своих границ. На территории Лато чеканились свои монеты с изображением богини Илифии, которая была особенно почитаема в Лато. Город достиг своего расцвета в V веке до н. э.
Город был разрушен около 200 г. до н. э., но его порт, расположенный вблизи современного Айос-Николаоса использовался ещё во времена римского владычества в Греции.
Лато был раскопан Французским археологическим институтом в 1900 году.

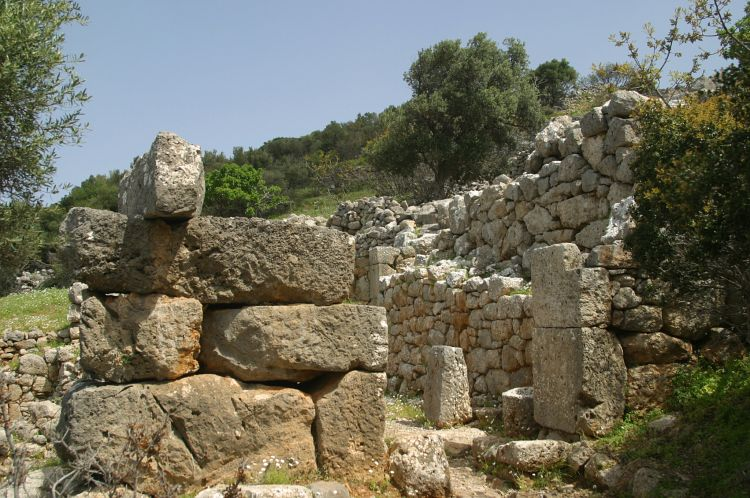
Руины древнего Лато
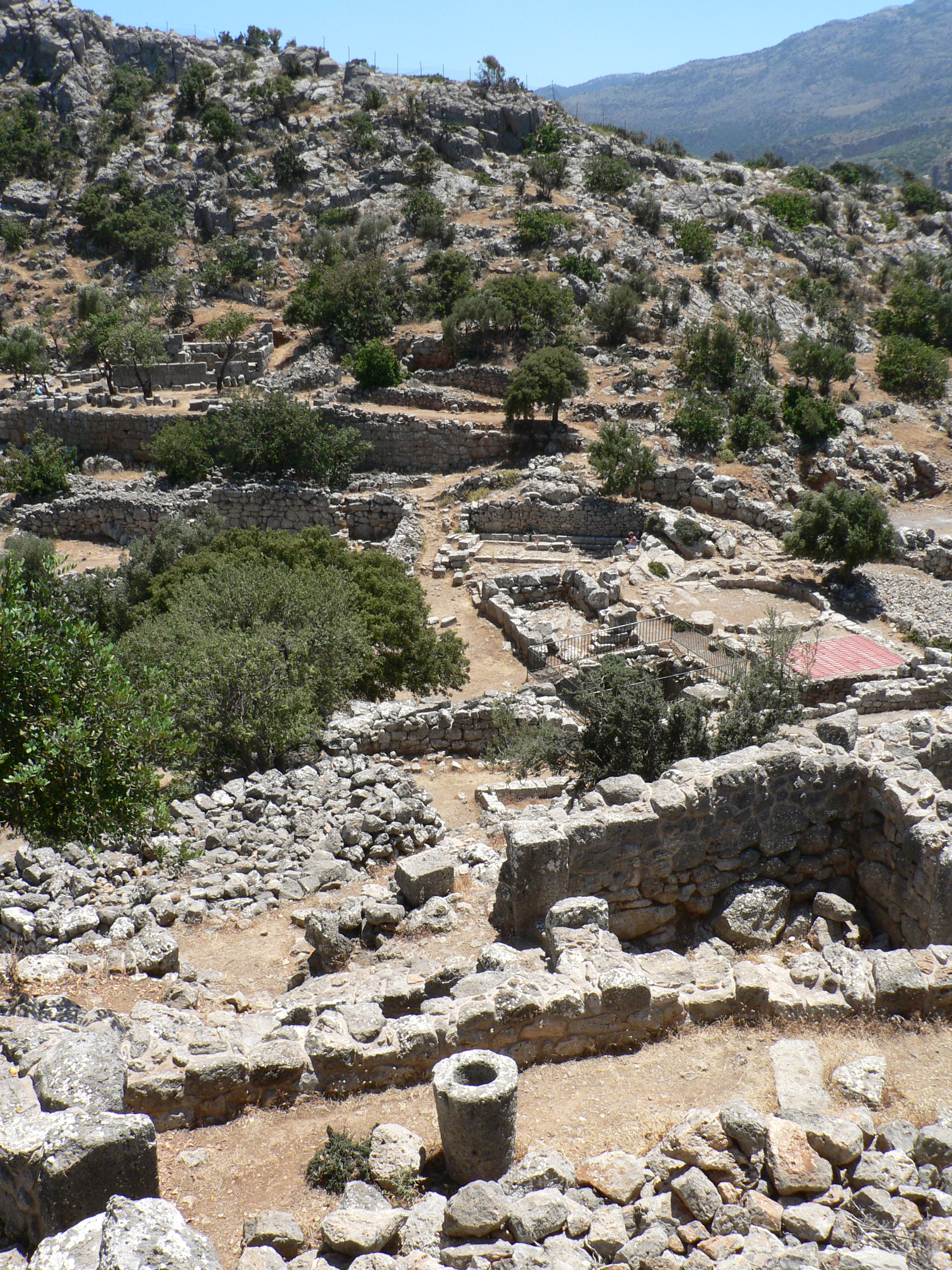
Панорама Лато

## Известные жители
Адмирал и друг Александра Македонского Неарх был родом из Лато.